# 難波宗教
難波 宗教（なんば むねのり）は、鎌倉時代前期から中期の公卿。

## 略歴
蹴鞠の名人としても知られた難波宗長の子として生まれる。承久の乱後の承久3年（1221年）氏爵によって叙爵。侍従、右少将などを歴任。寛元4年（1246年）後深草天皇が即位すると、殿上人整理のためその資格を除かれている。宝治2年（1248年）鎌倉に下向していた宗教は、かねてより蹴鞠を好んでいた幕府執権・北条時頼の師となり、以後たびたび蹴鞠会を開くなど鎌倉に下向した。のち刑部卿となり、建長5年（1253年）従三位となり公卿に列する。文永5年（1268年）従二位に昇叙。弘安元年（1278年）出家して辞官し、弘安5年（1282年）薨去。

## 官歴
- 承久3年（1221年）11月29日：従五位下[8]
- 貞永元年（1232年）12月：見侍従[9]
- 貞永2年（1233年）1月6日：従五位上[16]、1月24日：兼安芸権介[17]
- 寛元3年（1245年）1月5日：従四位上[18]、12月22日：右近衛権少将[10]
- 建長2年（1250年）11月：見刑部卿[19]
- 建長5年（1253年）12月5日：従三位[2]
- 正元2年（1260年）：見正三位[20]
- 文永5年（1268年）2月30日：従二位[14]
- 文永6年（1269年）7月19日：辞大蔵卿[4]
- 弘安元年（1278年）：出家[15]

## 系譜
- 父：難波宗長（1164-1225）
- 母：不詳
- 妻：不詳
  - 男子：難波教継
  - 男子：難波教俊